# Campeonato Europeo de Patinaje Artístico sobre Hielo de 1971
El LXII Campeonato Europeo de Patinaje Artístico sobre Hielo se realizó en Zúrich (Suiza) del 2 al 7 de febrero de 1971. Fue organizado por la Unión Internacional de Patinaje sobre Hielo (ISU) y la Federación Suiza de Patinaje sobre Hielo.

## Resultados

### Masculino
| Puesto | Nombre              | País            | Puntos |
| ------ | ------------------- | --------------- | ------ |
| Oro    | Ondrej Nepela       | Checoslovaquia  |        |
| Plata  | Sergei Chetverukhin | Unión Soviética |        |
| Bronce | Haig Oundjian       | Reino Unido     |        |

### Femenino
| Puesto | Nombre         | País    | Puntos |
| ------ | -------------- | ------- | ------ |
| Oro    | Beatrix Schuba | Austria |        |
| Plata  | Zsuzsa Almássy | Hungría |        |
| Bronce | Rita Trapanese | Italia  |        |

### Parejas
| Puesto | Nombre                              | País            | Puntos |
| ------ | ----------------------------------- | --------------- | ------ |
| Oro    | Irina Rodnina / Alexei Ulanov       | Unión Soviética |        |
| Plata  | Liudmila Smirnova / Andrei Suraikin | Unión Soviética |        |
| Bronce | Galina Karelina / Georgi Porskurin  | Unión Soviética |        |

### Danza en hielo
| Puesto | Nombre                                 | País                | Puntos |
| ------ | -------------------------------------- | ------------------- | ------ |
| Oro    | Liudmila Pakhomova / Alexandr Gorshkov | Unión Soviética     |        |
| Plata  | Angelika Buck / Erich Buck             | Alemania Occidental |        |
| Bronce | Susan Getty / Roy Bradshaw             | Reino Unido         |        |

## Medallero
| Núm. | País                | Oro | Plata | Bronce | Total |
| ---- | ------------------- | --- | ----- | ------ | ----- |
| 1    | Unión Soviética     | 2   | 2     | 1      | 5     |
| 2    | Austria             | 1   | 0     | 0      | 1     |
| 2    | Checoslovaquia      | 1   | 0     | 0      | 1     |
| 4    | Reino Unido         | 0   | 1     | 2      | 3     |
| 5    | Alemania Occidental | 0   | 1     | 0      | 1     |
| 5    | Hungría             | 0   | 1     | 0      | 1     |
| 7    | Italia              | 0   | 0     | 1      | 1     |
|      | TOTAL               | 4   | 4     | 4      | 12    |